# Wilfrid Bade
Wilfrid Albert Karl Bade (* 4. Februar 1906 in Berlin; † nach März 1945 in Kaunas) war ein deutscher Schriftsteller und Ministerialbeamter des Reichsministeriums für Volksaufklärung und Propaganda unter Goebbels im nationalsozialistischen Deutschland.

## Leben
Er war der Sohn des Brandmeisters Albert Bade und dessen Ehefrau Emma geb. Reppin.
Bade wurde 1928 beim zum Hugenberg-Konzern gehörenden Scherl-Verlag in Berlin tätig und trat zum 1. Oktober 1930 der NSDAP bei (Mitgliedsnummer 310.103).
Bade war von 1933 bis zum Ende des Zweiten Weltkriegs für die nationalsozialistische Propaganda tätig und schrieb bereits 1933 eine Biografie Joseph Goebbels’ und den Tatsachenbericht Die S.A. erobert Berlin. Er arbeitete bis zum Ende des Krieges im Reichsministerium für Volksaufklärung und Propaganda und wurde 1940 zum Ministerialrat befördert. Von ihm stammen noch eine Reihe weiterer Veröffentlichungen mit Themen und im Stil der NS-Zeit.
1942 trat er der SS bei. Seit der Eroberung Berlins durch die Rote Armee Ende April 1945 wird Bade vermisst. Seine Todesumstände sind nicht geklärt.
Laut den Angaben in Ernst Klees Kulturlexikon starb  er in sowjetischer Gefangenschaft am 24. Dezember 1945 in Kaunas. Der Volksbund Kriegsgräberfürsorge verzeichnet Bade mit Todes-/Vermisstendatum vom 24. Dezember 1945 und Todes-/Vermisstenort „Kasemattenlaz. Hosp. Kaunas“. Sein Name ist auf dem Sammelfriedhof in Kauen/Kaunas an „besonderer Stelle“ sowie im Gedenkbuch des Friedhofs verzeichnet, obwohl seine sterblichen Überreste bei Umbettungsmaßnahmen nicht geborgen werden konnten.
Nach Kriegsende wurden seine sämtlichen Schriften in der Sowjetischen Besatzungszone auf die Liste der auszusondernden Literatur gesetzt.
Seit 1932 war Bade verheiratet mit Mathilde, Tochter des Heinrich Haußmann aus Heilbronn.

## Schriften (Auswahl)
- Kulturpolitische Aufgaben der deutschen Presse. Eine Rede. Junker & Dünnhaupt, Berlin 1933.
- Joseph Goebbels. Coleman, Lübeck 1933.
- Die SA erobert Berlin. Ein Tatsachenbericht. Knorr & Hirth, München 1933.
- Trommlerbub unterm Hakenkreuz. Loewe, Stuttgart 1934.
- Geschichte des Dritten Reichs 4 Bände. Band 1: 1933. Das Jahr der Revolution. Band 2: 1934. Band 3: 1935. Band 4: 1936. Coleman, Lübeck.
- Thiele findet seinen Vater. Knorr & Hirth, München 1934.
- Das Hohelied vom Dritten Reich, Band 1: Arbeit und Brot. Die Deutsche Illustrierte, Berlin 1934.
- Flamme und Wind. Gedichte. Deutsche Verlagsanstalt, Stuttgart/ Berlin 1936.
- Gloria über der Welt, Roman. Ullstein, Berlin 1937.
- Horst Wessel. In: Jagdgeschwader Horst Wessel. Bearbeitet im Auftrage des Stabschefs der SA von Obersturmbannführer Hans Peter Hermel. München 1938, S. 21–41
- Das Auto erobert die Welt. Biographie des Kraftwagens. Zeitgeschichte-Verlag, Berlin 1938
- Das Lied vom Stahl. Gebr. Böhler, Wien 1940.
- Tod und Leben: Verse des Krieges. Verlag Volk und Reich, Prag/ Amsterdam/ Berlin/ Wien 1943.
- Jadran. Novelle. 3. Auflage. Essener Verlagsanstalt, Essen 1943.

als Herausgeber
- Das heldische Jahr: Front und Heimat berichten vom Krieg. 97 Kriegsfeuilletons. 2 Bände. Zeitgeschichte-Verlag, Berlin 1941.